# Le Monde en face (émission de télévision)
Le Monde en face est une émission de télévision française présentant depuis 1987 un documentaire suivi d'un débat. Elle est successivement présentée par Christine Ockrent, Carole Gaessler, Marina Carrère d'Encausse et Mélanie Taravant.

## Concept
Diffusée chaque mardi à 20 h 50 sur France 5, l'émission est constituée de deux documentaires de société séparés par un débat avec des invités. Cette formule maintient l'audience tout au long de la soirée. En 2018, l'émission est programmée le mercredi.

### Présentatrices
- 1987 : Christine Ockrent[3] du 17 septembre 1987 au 17 mars 1988 sur TF1[4].
- 2009 : Carole Gaessler[5],[6] sur France 5.
- 2014 : Marina Carrère d'Encausse[7] à partir de septembre 2014 sur France 5.
- 2021 : Mélanie Taravant[8] à partir de septembre 2021 sur France 5.

## Historique
En 1987, lors de la première émission sur TF1, Christine Ockrent invite le Président François Mitterrand.
Pour la première fois, en 2019, la trêve hivernale de mi-saison a été allongée : l'émission diffusée le mardi 26 novembre sur les djihadistes ne comportait pas de débat ni de présentation, le mardi 2 décembre a été programmée l'émission Enquête de Santé retardée de novembre, le mardi 10 décembre a été programmée l'émission C dans l'air spéciale, le mardi 17 décembre a été programmée l'émission Enquête de Santé cette fois de décembre, et les mardis 24 et 31 décembre, aucune diffusion n'est prévue en raison des fêtes de fin d'année. Le retour du Monde en Face devrait donc avoir lieu, avec Marina Carrère d'Encausse à la présentation, sous le format habituel documentaire à 20h50 suivi d'un débat à 22h (environ) le mardi 7 janvier 2020, après 6 semaines d'arrêt (contre 2 en temps normal).

## Audiences
Le 9 septembre 2014, « Élevage intensif, attention danger » est regardé par 1,2 million de téléspectateurs.
Le 25 janvier 2017, avec son épisode intitulé L'Inquiétant Monsieur Trump, centré sur le Président des États-Unis, Le Monde en face attire 1,2 million de personnes (4,7 % de part de marché).
Le 10 janvier 2018, le documentaire Le poids de l’héritage, réalisé par Alexandra Riguet et produit par Les films de l'Odyssée, est suivi par 1,36 million de téléspectateurs et 5,4% de part de marché[réf. nécessaire].

## Exemples de sujets traités
- 19 septembre 2009 : Commissariats du monde[5] de Jean-Bernard Andro dans le quartier Derb El Kebir de Casablanca.
- 17 janvier 2017 : Nuit debout[11] de Sylvain Louvet et Aude Favre.
- 6 septembre 2017 : Justice, le douloureux silence, quand des crimes restent non élucidés.
- 13 septembre 2017 : Logement[12], à qui profite la crise ? de Jean-Christophe Portes[13] sur la crise du logement.
- 28 février 2018 : Faut-il arrêter de manger les animaux ? de Benoît Bringer, production Premières Lignes.
- 10 avril 2018 : Pauvres de nous.

- 28 novembre 2021 : Liban, au cœur du chaos de Alfred de Montesquiou, coproduction Tony Comiti /Dreamtime obtient le Laurier d’or du grand reportage.